# مادلین مری اهر
مادلین ماری اهر (به انگلیسی: Madalyn Murray O'Hair) (۱۳ آوریل ۱۹۱۹ – ۲۹ سپتامبر ۱۹۹۵) فعال بی‌خدایی آمریکایی بود. او بنیان‌گذار سازمان خداناباوران آمریکایی بود که از سال ۱۹۶۳ تا ۱۹۸۶ ریاست سازمان را بر عهده داشت. یکی از پسران او به نام جان گارت ماری، ریاست سازمان را از ۱۹۸۶ تا ۱۹۹۵ عهده‌دار بود.
او به خاطر طرح دعوی دادگاهی ماری علیه کرلت مشهور است، که نقطه عطفی در حکم دادگاه عالی در پایان دادن به رسمیت خواندن کتاب مقدس در مدارس عمومی آمریکا در ۱۹۶۳ محسوب می‌شود. 
او که در آن زمان در ایالت مریلند زندگی می‌کرد، در دعوای حقوقی علیه نظام آموزش دولتی شهر بالتیمور، استدلال کرد که خواندن اجباری انجیل و وادار کردن دانش‌آموزان به شرکت در کلاس‌های دعا در مدارس دولتی، بر خلاف قانون اساسی آمریکا است. دعوای حقوقی او سرانجام در سال ۱۹۶۳، به دیوان عالی ایالات متحده آمریکا کشیده شد، و ۸ قاضی از ۹ قاضی، مدارس دولتی بالتیمور را محکوم شناختند. یک سال بعد از این اتفاق، رأی دادگاه عالی به پایان یافتن دعاخوانی رسمی در مدارس انجامید و از آن هنگام، دعا و کلاس‌های مذهبی در مدارس دولتی آمریکا برگزار نمی‌شود. 
مجله لایف از او به عنوان «منفورترین زن آمریکا» در سال ۱۹۶۴ نام برد. در سال ۲۰۱۷، فیلمی با عنوان منفورترین زن آمریکا به کارگردانی تامی اوهاور و نقش‌آفرینی ملیسا لیو در نقش مادلین مری اهر ساخته و توسط نتفلیکس منتشر شد.